# Echte Bauern singen besser
Echte Bauern singen besser ist ein deutscher Fernsehfilm von Regisseur Holger Haase mit Sebastian Bezzel in einer Doppelrolle. Der Film wurde erstmals am 7. September 2019 im Ersten ausgestrahlt.

## Handlung
Die finanziell klamme Künstleragentin Franzi steht vor einem Problem: Der Rockstar Alexander Gromberg braucht dringend ein Comeback. Doch der versumpft in Drogen- und Sexexzessen, statt neue Songs zu schreiben. Daher möchte Plattenchef Fricke ihn erst einmal persönlich erleben, bevor er eine Tour mit ihm plant.
Nachdem Gromberg nach einem Zusammenbruch in einer geschlossenen psychiatrischen Anstalt festgehalten werden muss, sieht Franzi sich vor dem Ruin. Da sieht sie in der Zeitung ein Foto des Bauern Sven Gose, der Gromberg zum Verwechseln ähnlich sieht. Sie überrascht ihn auf dem Hof seiner Eltern und bittet ihn, sich für das entscheidende Treffen für Gromberg auszugeben. Aufgestylt und mit ein paar hölzern aufgesagten Floskeln besteht Sven das gemeinsame Abendessen.
Doch die Geschäftsleitung des Plattenlabels will zusätzlich einen Show-Auftritt vor Publikum sehen. Franzi sucht Sven also nochmals auf und muss in wenigen Tagen aus dem biederen, verschlossenen Landwirt ein perfektes Gromberg-Double machen, was nicht gelingt. In seiner Jugendzeit hatte Sven zwar eine eigene Band, deren Equipment noch in der Scheune verstaubt, doch bringt er aus zunächst unklaren Gründen keinen Ton heraus.
Währenddessen bekommt der wahre Gromberg, auf dem Weg der Besserung, zufällig Wind davon, was hinter seinem Rücken läuft. Mit seiner leicht manipulierbaren Mitpatientin Rina, mit der er sich nach anfänglichen Schwierigkeiten angefreundet hat, gelingt ihm ein Ausbruch aus der Klinik, doch dabei bringt er Rina in große Gefahr. Als sie auf der Straße kollabiert, trägt er sie in die Klinik zurück – was das Personal dort positiv beeindruckt – und erfährt, dass sie freiwillig in der Klinik lebt, die ihr das reizarme Lebensumfeld bietet, das sie braucht. Gromberg bedauert sein Verhalten, wird kooperativ und nimmt nun endlich die Therapie an, so dass er bald entlassen werden kann.
Sven und Franzi haben sich mittlerweile ineinander verliebt. Doch ein heftiger Streit hat zur Folge, dass sie ihn hinauswirft und Sven ohne Abschied wieder zurück auf seinen Bauernhof fährt. Nun wird gezeigt, was ihn belastet: Als Jugendlicher hatte er mit seiner Band in der Scheune geprobt, die von einem defekten Verstärker in Brand gesetzt wurde. Bei Lösch- und Rettungsversuchen wurde Svens Vater schwer verletzt. Dieser Vorfall hatte das familiäre Verhältnis seitdem sehr belastet. Doch nun ermuntert ihn gerade sein Vater, um die Frau und das Leben zu kämpfen, das sich ihm nun öffnet. Sven fährt also zurück und trifft in Franzis Agentur überrascht auf Gromberg, der sich nach seiner Entlassung auf das Comeback-Konzert vorbereitet. Nach einer kurzen Aussprache bittet Sven ihn darum, nach all der Vorarbeit das Konzert selbst geben zu dürfen, was Gromberg unter der Bedingung zusagt, dass niemand davon erfahren soll. Franzi, die nun Sven zunächst für Gromberg hält, erschrickt zutiefst, als der grundehrliche Sven auf der Bühne gegen die Absprache seine wahre Identität preisgibt und seinen eigenen Song „Wenn schon falsch, dann richtig“ ankündigt, mit dem er das zunächst enttäuschte Publikum schnell zum Kochen bringt. Franzi muss nun gegenüber Fricke die Täuschung aufklären, der sie zunächst brüsk von sich stößt, aber doch von Svens Talent beeindruckt ist. Er erklärt sich bereit, Sven unter Vertrag zu nehmen, doch nun lässt Franzi ihn abblitzen.
Gromberg begibt sich während Svens Auftritt zurück zur Klinik, um dort Rina ein Privatkonzert zu geben mit seinen alten Liedern, die sie mag.

## Produktion
Die Erstausstrahlung fand am 7. September 2019 im Ersten statt. Zuvor wurde der Film am Filmfest Hamburg 2018 gezeigt.

## Kritik
Wolfgang Platzeck von der Morgenpost schrieb: „Die Doppelrolle als topfitter Bauer und heruntergekommener Rockstar gibt Bezzel [...] alle Gelegenheit, sein großes schauspielerisches und komödiantisches Können unter Beweis zu stellen. Ganz ohne Anspielung auf den sturköpfigen Franz Eberhofer geht das natürlich nicht; selbst die endlosen Ackerfurchen als wiederkehrendes Bildmotiv scheinen geradewegs auf den berühmten Kreisverkehr bei Niederkaltenkirchen zuzusteuern.
Doch dieser Bauer Sven, der einen unerfüllten Jugendtraum aufleben lassen möchte, ist schüchtern, gehemmt, von Ängsten und Zweifeln gequält, was dem Humor eine leise, nachdenkliche Note verleiht.
Auch sein exaltierter Rocker, der von dem Schwindel Wind bekommt und mit der Patientin Rina den Ausbruch aus der Anstalt plant, rutscht bei aller Überzeichnung nie ins Klamaukige oder gar Diffamierende ab. Das hat dann vollends nichts mehr von Franz Eberhofer, erinnert eher an die erfrischenden Porträt-Satiren eines Hape Kerkeling.“
Bei Tittelbach.tv wertete Tilmann P. Gangloff: „Hinter dem plumpen Freitagsfilmtitel […] steckt eine flotte, höchst unterhaltsame Musikkomödie.“ Der Film habe „das richtige Tempo“  und „die Inszenierung weidet sich geradezu am Kontrast zwischen den beiden Hauptfiguren: hier der brave Bauer, eine typische Bezzel-Figur, weil in Sven ein großes Talent schlummert; dort der völlig fertige Musiker, bei dessen Verkörperung der Schauspieler alle nur denkbaren Klischees erfüllt. Der griffigere Arbeitstitel ‚Wenn schon falsch, dann richtig!‘ bezieht sich auf den richtig guten Song, den Sven beim furiosen Finale zum Besten gibt, und wird dem Film eher gerecht.“
Heike Hupertz von der FAZ meinte: „Alles in allem sorgt ‚Echte Bauern singen besser‘ für die Art von Vergnüglichkeit mit etwas Tiefgang, die im Fernsehen nicht allzu häufig anzutreffen ist.“
Auch die Zeitschrift Gong urteilte kurz und knapp: ‚„Eberhofer‘-Bezzel als singender ‚Sau‘-Preusse? Wenn schon falsch, dann richtig! Echt lustig.“